# Kanton Carmaux-Nord
Der Kanton Carmaux-Nord war von 1973 bis 2015 ein französischer Wahlkreis im Arrondissement Albi, im Département Tarn in der Region Midi-Pyrénées. Hauptort war Carmaux.

## Gemeinden
Der Kanton bestand aus dem nördlichen Teil der Stadt Carmaux (angegeben ist hier die Gesamteinwohnerzahl, im Kanton lebten etwa 6.000 Einwohner der Stadt) und weiteren zwei Gemeinden:
| Gemeinde                | Einwohner Jahr | Fläche km² | Bevölkerungsdichte | Code INSEE | Postleitzahl |
| ----------------------- | -------------- | ---------- | ------------------ | ---------- | ------------ |
| Carmaux                 | 9.688 (2013)   | –          | – Einw./km²        | 81060      | 81400        |
| Rosières                | 759 (2013)     | 10,55      | 72 Einw./km²       | 81230      | 81400        |
| Saint-Benoît-de-Carmaux | 2.162 (2013)   | 4,49       | 482 Einw./km²      | 81244      | 81400        |